# Glipa stenaliodes
Glipa stenaliodes es una especie de coleóptero de la familia Mordellidae.

## Distribución geográfica
Habita en Andaman (India).